# Mies-van-der-Rohe-Schule Berufskolleg für Technik der Städteregion Aachen
Die Mies-van-der-Rohe-Schule, auch Berufskolleg für Technik der Städteregion Aachen, ist ein Berufskolleg in der Stadt Aachen. Im Jahr 2025 hatte es 1716 Schülerinnen und Schüler. Es befindet sich in der Trägerschaft der Städteregion Aachen.

## Geschichte

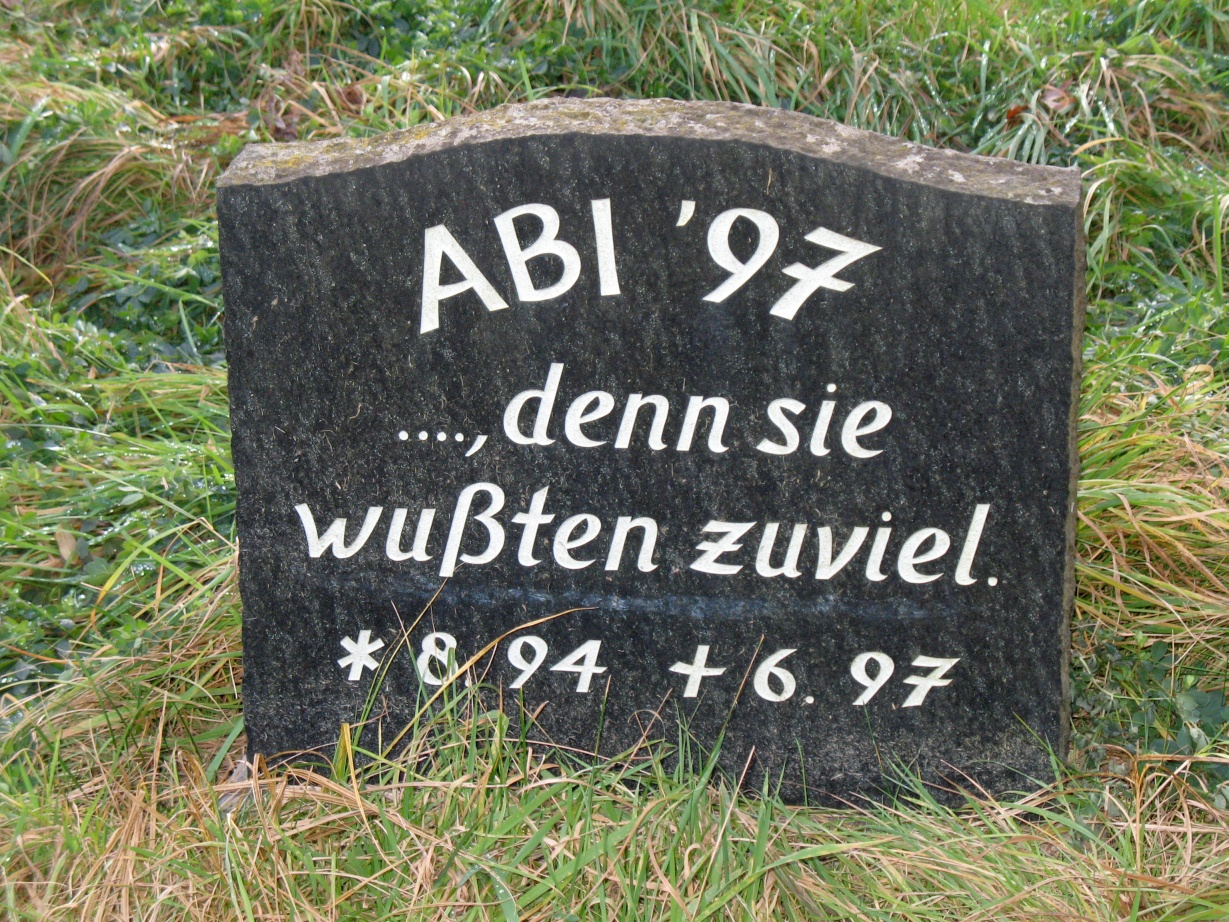
Grabstein als bleibender Abistreich des Abitur-Jahrgangs 1997

Bereits 1818 kam es zur Gründung einer Bau-Gewerkschule in Aachen. Im Jahr 1886 wurden mehrere berufliche Schulen zu einer städtischen Schule zusammengefasst.
1958 kam es aufgrund der hohen Schülerzahlen zu einer Aufteilung in die Gewerbliche Schule I und Gewerbliche Schule II (heute Berufskolleg für Gestaltung und Technik der Städteregion Aachen) der Stadt Aachen. Die Schule wurde 1962 in Josef-Spennrath-Schule und auf Vorschlag des damaligen Schulleiters Herbert Bücken 1986 in Mies-van-der-Rohe-Schule umbenannt. 1992 wurde das neue, von Rudolf W. Sandhoff entworfene Gebäude am Schulzentrum Hüls bezogen. Nach Inkrafttreten des Aachen-Gesetzes erhielt die Schule ihren heutigen Namen.

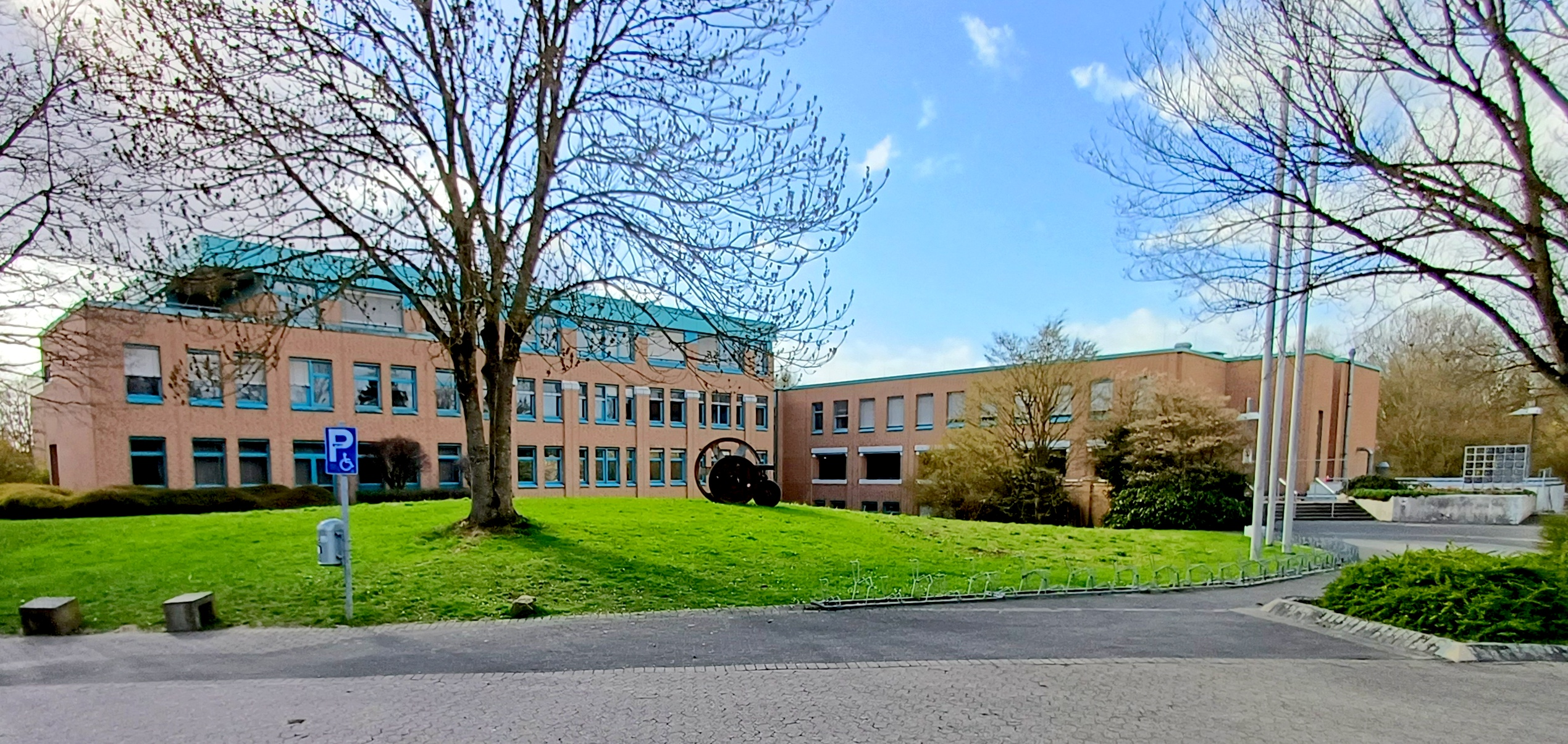
Eingangsbereich
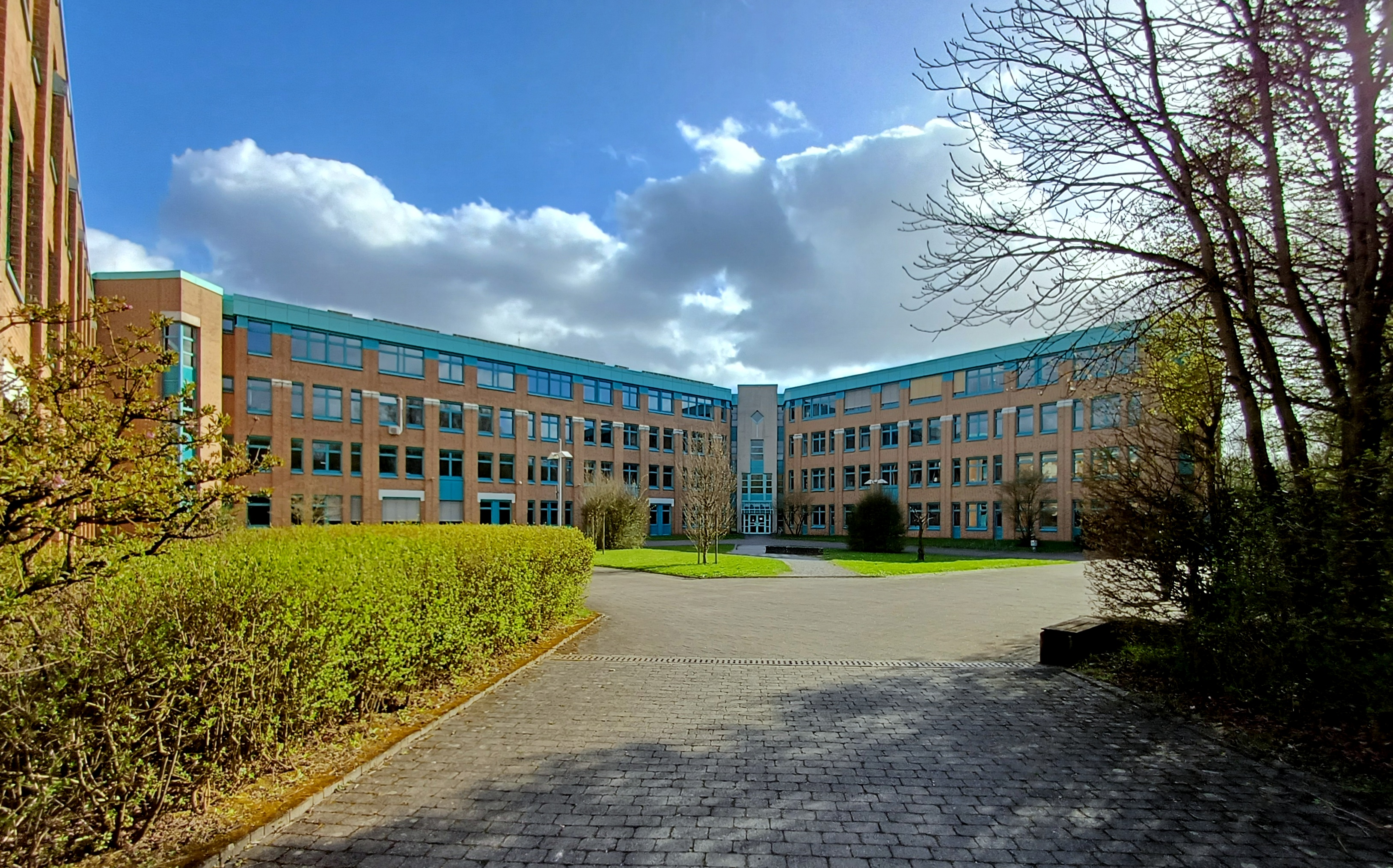
Innenhof
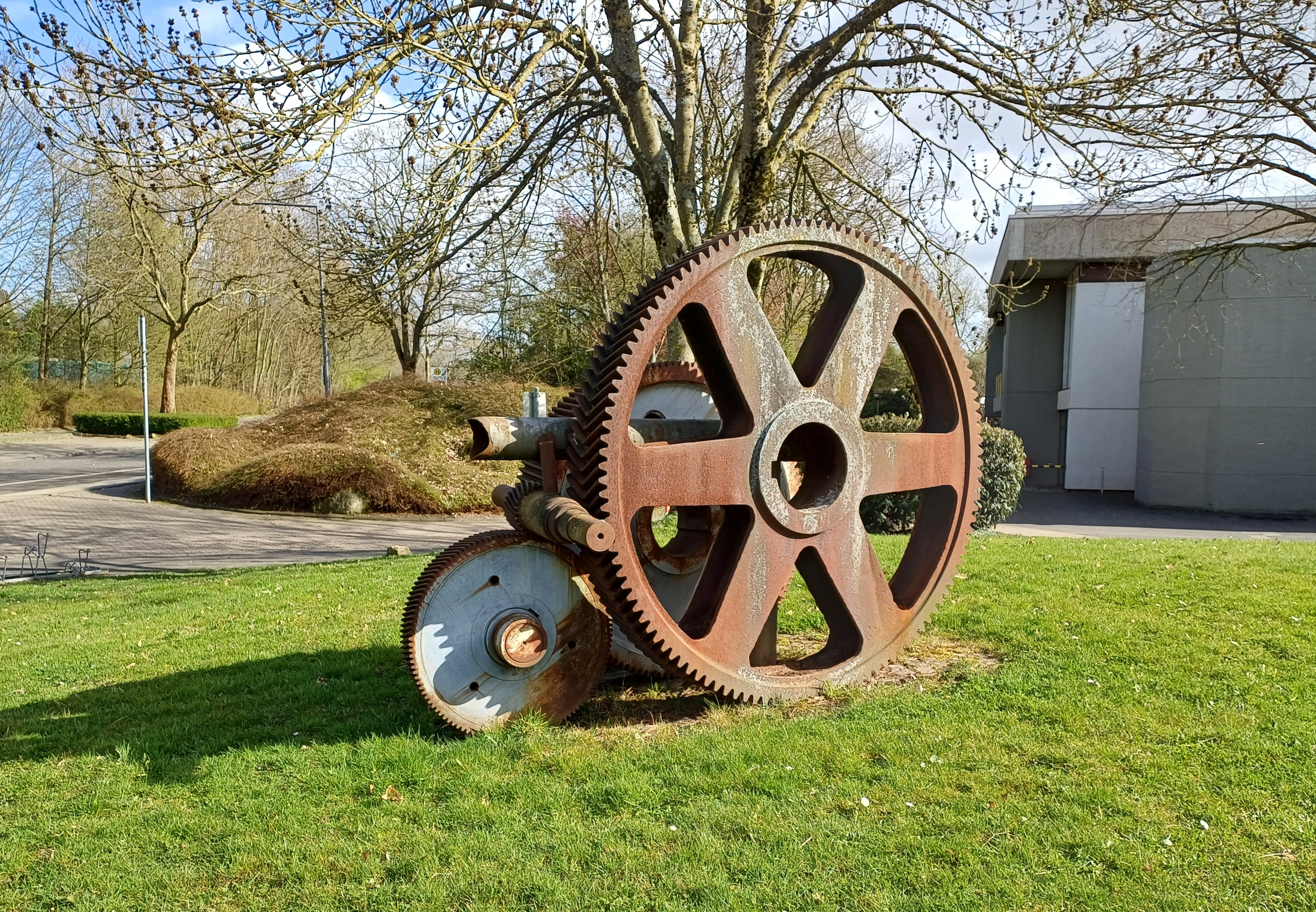
Zahnradskulptur
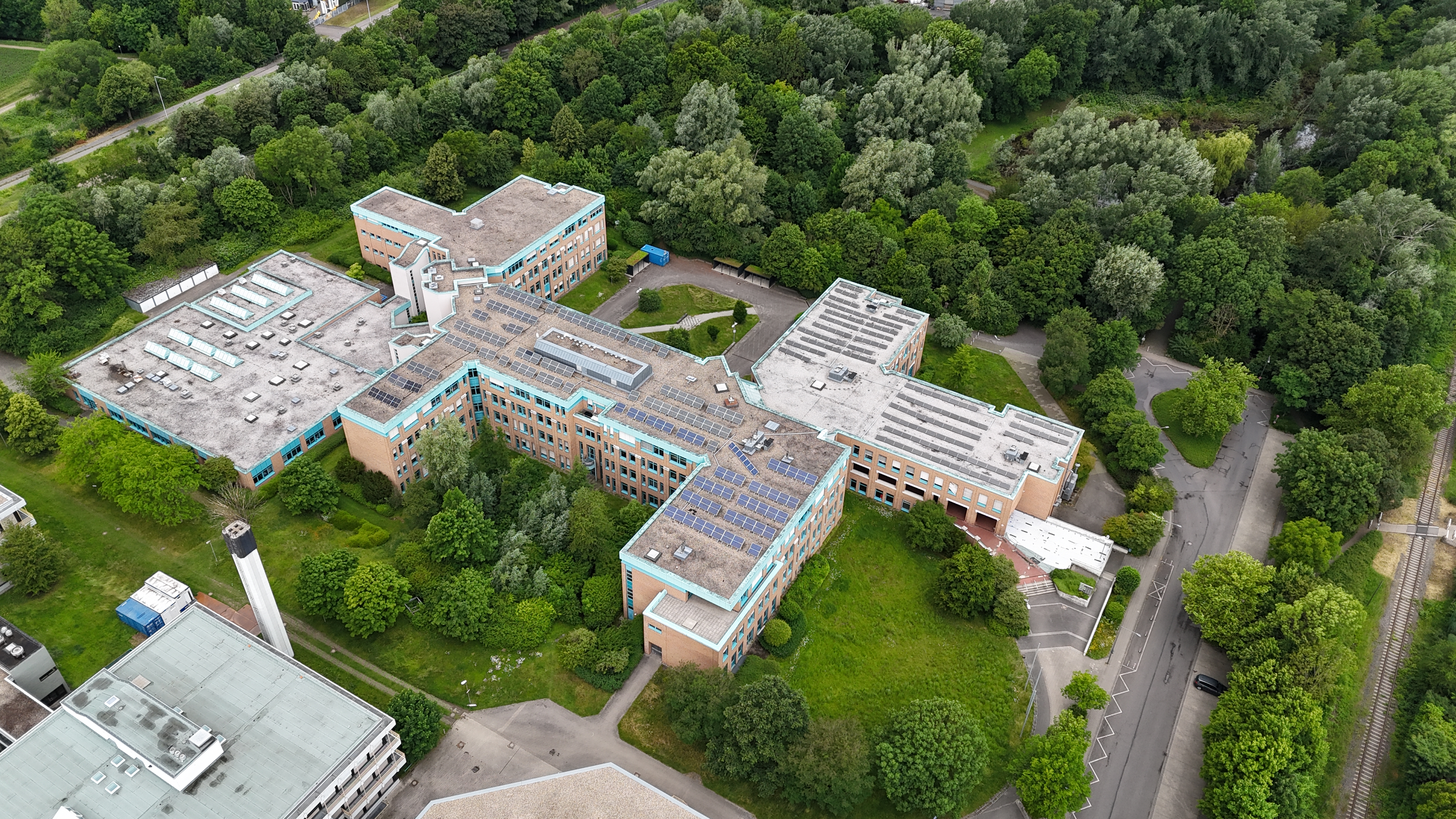
Luftaufnahme

## Theatergrupperohestheater
1991 wurde vom Regisseur Eckhard Debour die Theatergruppe rohestheater gegründet. Neben Aufführungen von Fremdproduktionen wie dem Jubiläum schreibt die Theatergruppe auch eigene Produktionen, wie zum Beispiel das anlässlich des 25. Geburtstages geschriebene Stück klima prima. Viele der über 31 Produktionen (Stand 2016) haben die Auseinandersetzung mit der politischen Gegenwart zum Thema. Mit sechs Teilnahmen beim Theatertreffen der Jugend ist sie die Theatergruppe mit den meisten Auftritten. Die Gruppe hat die Festivals Aachener Schultheatertage und das Bina mira des Aachener Netzwerks mit gegründet. rohestheater ist weit über die Region hinaus bekannt.

## Bekannte Schüler
- Ludwig Mies van der Rohe (1886–1969), Architekt und Namensgeber der Schule
- Oliver J. Schmitz (* 1968), Chemiker und Professor an der Universität Duisburg-Essen
- Manuel Tschernik (* 1992), Film- und Fernsehschauspieler, wirkte bei rohestheater mit[11]